# Wereldbeker rodelen 2010/2011
De wereldbeker rodelen (op kunstijsbanen) in het seizoen 2010/2011 (officieel: Viessmann Luge World Cup 2010/2011) ving aan op 26 november en eindigde op 20 februari. De competitie werd georganiseerd door de FIL.

## Achtergrond
De competitie omvatte dit seizoen negen wedstrijden in de drie onderdelen bij het rodelen. Bij de mannen individueel en dubbel en bij de vrouwen individueel. Bij zes wedstrijden werd er een landenwedstrijd georganiseerd waarover eveneens een WB-klassement werd opgemaakt.
De titels gingen het vorige seizoen naar de Italiaan Armin Zöggeler (individueel), het Duitse duo André Florschütz en Torsten Wustlich (dubbel) bij de mannen, de Duitse Tatjana Hüfner (individueel) bij de vrouwen en Duitsland in het landenklassement.
Bij de mannen individueel stonden dezelfde drie personen als in 2010 op het erepodium. De Italiaan Armin Zöggeler veroverde voor de zesde opeenvolgende keer de eindzege in de wereldbeker en zijn tiende in totaal. Hiermee evenaarde hij het record van de Oostenrijker Markus Prock. Het was zijn veertiende podiumplaats in het eindklassement. De Duitser Felix Loch, die voor de tweede keer plaats nam op het erepodium, eindigde in 2010 als derde en dit jaar als tweede. De Rus Albert Demtsjenko nam voor de vierde keer plaats op dit podium. In 2005 veroverde hij de wereldbeker, in 2010 werd hij tweede en in 2008 werd hij net als dit jaar derde.
Op de dubbelslee veroverden Tobias Wendl / Tobias Arlt als achtste Duitse duo (inclusief Oost- en West-Duitsland) voor het eerst de WB-eindzege, het was voor hen de eerste keer dat ze op het erepodium plaatsnamen. Het was de dertiende eindzege voor Duitsland. Het Oostenrijkse duo Andreas Linger / Wolfgang Linger op plaats twee nam voor de vierde keer plaats op het erepodium, in 2005, 2008 en 2009 eindigden ze als derde. De winnaars in 2005 en 2009, het Italiaanse duo Christian Oberstolz / Patrick Gruber, eindigden voor het achtste opeenvolgende seizoen op het erepodium. In 2006, 2007 en 2008 eindigden ze als tweede, in 2004, 2010 en dit jaar als derde.
Bij de vrouwen individueel was het eindpodium een kopie van 2009 en 2010. Tatjana Hüfner veroverde voor de vierde keer op rij de eindzege, ze stond voor de zesde opeenvolgende keer op het erepodium, in 2007 werd ze tweede en in 2006 derde. Ze werd op het podium geflankeerd door haar landgenoten Natalie Geisenberger op plaats twee en Anke Wischnewski op plaats drie. Geisenberger nam voor de vierde opeenvolgende keer plaats op het erepodium, in 2008 werd ze derde. Wischnewski nam ook voor de vierde keer plaats op het podium, in 2007 eindigde ze ook als derde.
In de landenwedstrijd veroverde Duitsland voor de vijfde opeenvolgende keer en voor de zevende keer in totaal op acht edities de eindzege. Italië werd tweede en stond weer voor het eerst op het podium na hun eindzege in 2006. In 2004 en 2005 werden ze tweede. Rusland eindigde op de derde plaats en dat was voor dit land de eerste podium plaats in het eindklassement van de landenwedstrijd.

## Wereldbekerpunten
In elke wereldbekerwedstrijd zijn afhankelijk van de behaalde plaats een vast aantal punten te verdienen. De rodelaar met de meeste punten aan het eind van het seizoen wint de wereldbeker. De top 24 bij de solisten en de top 20 bij de dubbel na de eerste run gaan verder naar de tweede run, de overige deelnemers krijgen hun punten toegekend op basis van hun klassering na de eerste run. De onderstaande tabel geeft de punten per plaats weer.
| Plaats | 1   | 2  | 3  | 4  | 5  | 6  | 7  | 8  | 9  | 10 | 11 | 12 | 13 | 14 | 15 | 16 | 17 | 18 | 19 | 20 | 21 | 22 | 23 | 24 | 25 | 26 | 27 | 28 | 29 | 30 | 31 | 32 | 33 | 34 | 35 | 36 | 37 | 38 | 39 | 40+ |
| Punten | 100 | 85 | 70 | 60 | 55 | 50 | 46 | 42 | 39 | 36 | 34 | 32 | 30 | 28 | 26 | 25 | 24 | 23 | 22 | 21 | 20 | 19 | 18 | 17 | 16 | 15 | 14 | 13 | 12 | 11 | 10 | 9  | 8  | 7  | 6  | 5  | 4  | 3  | 2  | 1   |

## Mannen individueel

#### Uitslagen
| Datum | Plaats     | Eerste            | Tweede            | Derde                 |
| --- | ---------- | ----------------- | ----------------- | --------------------- |
| 28/11/2010 | Igls       | Felix Loch        | David Möller      | Armin Zöggeler        |
| 04/12/2010 | Winterberg | Armin Zöggeler    | David Möller      | Julian von Schleinitz |
| 11/12/2010 | Calgary    | Armin Zöggeler    | Viktor Kneib      | Felix Loch            |
| 18/12/2010 | Park City  | Armin Zöggeler    | Andi Langenhan    | Viktor Kneib          |
| 06/01/2011 | Königssee  | Armin Zöggeler    | Albert Demtsjenko | Reinhold Rainer       |
| 16/01/2011 | Oberhof    | Felix Loch        | Andi Langenhan    | David Möller          |
| 23/01/2011 | Altenberg  | Felix Loch        | Armin Zöggeler    | Albert Demtsjenko     |
| 29 t/m 30 januari 2011: Wereldkampioenschappen rodelen 2011 in Cesana Torinese (telt niet mee voor wereldbeker) |            |                   |                   |                       |
| 13/02/2011 | Paramonovo | Albert Demtsjenko | Felix Loch        | Andi Langenhan        |
| 19/02/2011 | Sigulda    | Armin Zöggeler    | Albert Demtsjenko | Mārtiņš Rubenis       |

#### Eindstand
Top 10
| #  | Naam               | Land | Punten |
| -- | ------------------ | ---- | ------ |
| 1  | Armin Zöggeler     | ITA  | 765    |
| 2  | Felix Loch         | GER  | 658    |
| 3  | Albert Demtsjenko  | RUS  | 514    |
| 4  | David Möller       | GER  | 500    |
| 5  | Andi Langenhan     | GER  | 488    |
| 6  | Viktor Kneib       | RUS  | 481    |
| 7  | Jan-Armin Eichhorn | GER  | 430    |
| 8  | Daniel Pfister     | AUT  | 326    |
| 9  | David Mair         | ITA  | 305    |
| 10 | Reinhold Rainer    | ITA  | 298    |

## Mannen dubbel

#### Uitslagen
| Datum | Plaats     | Eerste                                                                         | Tweede                                    | Derde                                             |
| --- | ---------- | ------------------------------------------------------------------------------ | ----------------------------------------- | ------------------------------------------------- |
| 27/11/2010 | Igls       | Oostenrijk Andreas Linger Wolfgang Linger                                      | Italië Christian Oberstolz Patrick Gruber | Oostenrijk Peter Penz Georg Fischler              |
| 04/12/2010 | Winterberg | Duitsland Tobias Wendl Tobias Arlt                                             | Italië Christian Oberstolz Patrick Gruber | Verenigde Staten Christian Niccum Jayson Terdiman |
| 11/12/2010 | Calgary    | Duitsland Tobias Wendl Tobias Arlt                                             | Italië Christian Oberstolz Patrick Gruber | Italië Hans Fischnaller Patrick Schwienbacher     |
| 18/12/2010 | Park City  | Oostenrijk Andreas Linger Wolfgang Linger Oostenrijk Peter Penz Georg Fischler |                                           | Duitsland Tobias Wendl Tobias Arlt                |
| 05/01/2011 | Königssee  | Duitsland Tobias Wendl Tobias Arlt                                             | Italië Christian Oberstolz Patrick Gruber | Oostenrijk Andreas Linger Wolfgang Linger         |
| 15/01/2011 | Oberhof    | Duitsland Tobias Wendl Tobias Arlt                                             | Italië Christian Oberstolz Patrick Gruber | Duitsland Toni Eggert Sascha Benecken             |
| 22/01/2011 | Altenberg  | Oostenrijk Andreas Linger Wolfgang Linger                                      | Duitsland Tobias Wendl Tobias Arlt        | Duitsland Toni Eggert Sascha Benecken             |
| 29 t/m 30 januari 2011: Wereldkampioenschappen rodelen 2011 in Cesana Torinese (telt niet mee voor wereldbeker) |            |                                                                                |                                           |                                                   |
| 12/02/2011 | Paramonovo | Oostenrijk Andreas Linger Wolfgang Linger                                      | Duitsland Tobias Wendl Tobias Arlt        | Letland Andris Šics Juris Šics                    |
| 19/02/2011 | Sigulda    | Oostenrijk Andreas Linger Wolfgang Linger                                      | Italië Christian Oberstolz Patrick Gruber | Duitsland Toni Eggert Sascha Benecken             |

### Eindstand
Top 10
| #  | Naam                                      | Land | Punten |
| -- | ----------------------------------------- | ---- | ------ |
| 1  | Tobias Wendl / Tobias Arlt                | GER  | 746    |
| 2  | Andreas Linger / Wolfgang Linger          | AUT  | 692    |
| 3  | Christian Oberstolz / Patrick Gruber      | ITA  | 671    |
| 4  | Toni Eggert / Sascha Benecken             | GER  | 516    |
| 5  | Peter Penz / Georg Fischler               | AUT  | 469    |
| 6  | Hans Fischnaller / Patrick Schwienbacher  | ITA  | 431    |
| 7  | Andris Šics / Juris Šics                  | LAT  | 406    |
| 8  | Vladislav Joezjakov / Vladimir Machnoetin | RUS  | 380    |
| 9  | Michail Koezjmitsj / Stanislav Mikhejev   | RUS  | 334    |
| 10 | Christian Niccum / Jayson Terdiman        | USA  | 327    |

## Vrouwen individueel

#### Uitslagen
| Datum | Plaats     | Eerste               | Tweede               | Derde                |
| --- | ---------- | -------------------- | -------------------- | -------------------- |
| 27/11/2010 | Igls       | Tatjana Hüfner       | Natalie Geisenberger | Erin Hamlin          |
| 05/12/2010 | Winterberg | Tatjana Hüfner       | Natalie Geisenberger | Alex Gough           |
| 10/12/2010 | Calgary    | Tatjana Hüfner       | Anke Wischnewski     | Erin Hamlin          |
| 17/12/2010 | Park City  | Tatjana Hüfner       | Anke Wischnewski     | Alex Gough           |
| 05/01/2011 | Königssee  | Natalie Geisenberger | Tatjana Hüfner       | Alex Gough           |
| 15/01/2011 | Oberhof    | Tatjana Hüfner       | Natalie Geisenberger | Anke Wischnewski     |
| 22/01/2011 | Altenberg  | Tatjana Hüfner       | Natalie Geisenberger | Anke Wischnewski     |
| 29 t/m 30 januari 2011: Wereldkampioenschappen rodelen 2011 in Cesana Torinese (telt niet mee voor wereldbeker) |            |                      |                      |                      |
| 12/02/2011 | Paramonovo | Alex Gough           | Carina Schwab        | Natalie Geisenberger |
| 20/02/2011 | Sigulda    | Tatjana Hüfner       | Tatjana Ivanova      | Anke Wischnewski     |

### Eindstand
Top 10
| #  | Naam                 | Land | Punten |
| -- | -------------------- | ---- | ------ |
| 1  | Tatjana Hüfner       | GER  | 845    |
| 2  | Natalie Geisenberger | GER  | 680    |
| 3  | Anke Wischnewski     | GER  | 605    |
| 4  | Alex Gough           | CAN  | 526    |
| 5  | Carina Schwab        | GER  | 463    |
| 6  | Tatjana Ivanova      | RUS  | 445    |
| 7  | Nina Reithmayer      | AUT  | 375    |
| 8  | Erin Hamlin          | USA  | 350    |
| 9  | Martina Kocher       | SUI  | 328    |
| 10 | Alexandra Rodionova  | RUS  | 308    |

## Landenwedstrijd
De landenwedstrijden (officieel: Viessmann Team Relay World Cup presented by Money Service Group) vinden plaats in de vorm van een soort estafette, waarbij de volgende rodelslee van het team pas van start mag gaan als de voorgaande rodelslee is gefinisht, de startvolgorde kan per wedstrijd verschillen.
WB#1, #2, #3, #4, #5, #6: vrouwen, mannen, dubbel

#### Uitslagen
| Datum | Plaats     | Eerste                                                                            | Tweede                                                                            | Derde                                                                     |
| --- | ---------- | --------------------------------------------------------------------------------- | --------------------------------------------------------------------------------- | ------------------------------------------------------------------------- |
| 28/11/2010 | Igls       | Duitsland Tatjana Hüfner Andi Langenhan Tobias Wendl Tobias Arlt                  | Canada Alex Gough Samuel Edney Tristan Walker Justin Snith                        | Italië Sandra Gasparini Armin Zöggeler Christian Oberstolz Patrick Gruber |
| 05/12/2010 | Winterberg | Duitsland Tatjana Hüfner David Möller Tobias Wendl Tobias Arlt                    | Italië Sandra Gasparini David Mair Christian Oberstolz Patrick Gruber             | Oostenrijk Nina Reithmayer Manuel Pfister Andreas Linger Wolfgang Linger  |
| 06/01/2011 | Königssee  | Duitsland Natalie Geisenberger Jan-Armin Eichhorn Tobias Wendl Tobias Arlt        | Oostenrijk Nina Reithmayer Daniel Pfister Andreas Linger Wolfgang Linger          | Italië Sandra Gasparini David Mair Christian Oberstolz Patrick Gruber     |
| 16/01/2011 | Oberhof    | Duitsland Tatjana Hüfner Felix Loch Tobias Wendl Tobias Arlt                      | Rusland Tatjana Ivanova Viktor Kneib Vladislav Joezjakov Vladimir Machnoetin      | Italië Sandra Gasparini David Mair Christian Oberstolz Patrick Gruber     |
| 23/01/2011 | Altenberg  | Duitsland Tatjana Hüfner Felix Loch Tobias Wendl Tobias Arlt                      | Rusland Tatjana Ivanova Albert Demtsjenko Vladislav Joezjakov Vladimir Machnoetin | Oostenrijk Nina Reithmayer Daniel Pfister Peter Penz Georg Fischler       |
| 29 t/m 30 januari 2011: Wereldkampioenschappen rodelen 2011 in Cesana Torinese (telt niet mee voor wereldbeker) |            |                                                                                   |                                                                                   |                                                                           |
| 20/02/2011 | Sigulda    | Rusland Tatjana Ivanova Albert Demtsjenko Vladislav Joezjakov Vladimir Machnoetin | Italië Sandra Gasparini Armin Zöggeler Christian Oberstolz Patrick Gruber         | Duitsland Tatjana Hüfner Jan-Armin Eichhorn Toni Eggert Sascha Benecken   |

### Eindstand
Volledig
| #  | Land             | Punten |
| -- | ---------------- | ------ |
| 1  | Duitsland        | 570    |
| 2  | Italië           | 440    |
| 3  | Rusland          | 426    |
| 4  | Oostenrijk       | 376    |
| 5  | Verenigde Staten | 340    |
| 6  | Canada           | 278    |
| 7  | Slowakije        | 270    |
| 8  | Polen            | 229    |
| 9  | Letland          | 215    |
| 10 | Roemenië         | 192    |
| 11 | Oekraïne         | 107    |
| 12 | Zwitserland      | 42     |
| 13 | Tsjechië         | 39     |

1977/1978 · 
1978/1979 · 
1979/1980 · 
1980/1981 · 
1981/1982 · 
1982/1983 · 
1983/1984 · 
1984/1985 · 
1985/1986 · 
1986/1987 · 
1987/1988 · 
1988/1989 · 
1989/1990 · 
1990/1991 · 
1991/1992 · 
1992/1993 · 
1993/1994 · 
1994/1995 · 
1995/1996 · 
1996/1997 · 
1997/1998 · 
1998/1999 · 
1999/2000 · 
2000/2001 · 
2001/2002 · 
2002/2003 · 
2003/2004 · 
2004/2005 · 
2005/2006 · 
2006/2007 · 
2007/2008 · 
2008/2009 · 
2009/2010 ·
2010/2011 ·
2011/2012 ·
2012/2013 ·
2013/2014 ·
2014/2015 ·
2015/2016 ·
2016/2017 ·
2017/2018 ·
2018/2019 · 
2019/2020 ·
2020/2021 ·
2021/2022 ·
2022/2023 ·
2023/2024 ·
2024/2025
Alpineskiën ·
Biatlon ·
Bobsleeën ·
Freestyleskiën ·
Langlaufen ·
Noordse combinatie ·
Rodelen ·
Schaatsen (junioren) ·
Schansspringen ·
Shorttrack ·
Skeleton ·
Snowboarden